# Felice Giani

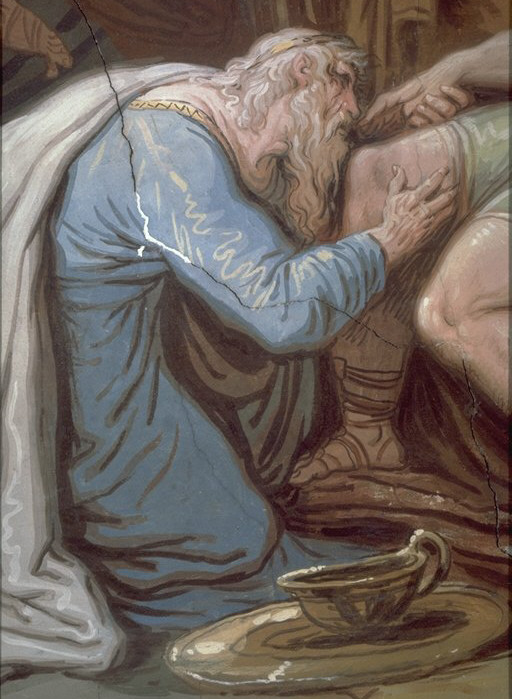
Obra de Felice Giani per al Palau de Milzetti, a Faenza

Felice Giani (San Sebastiano Curone, 17 de desembre de 1758 - 10 de gener de 1823) fou un pintor italià d'estil neoclàssic. Els seus temes sovint incloïen al·lusions grecoromanes.
Nascut prop d'Alessandria, es va traslladar a Pavia i després, el 1778, a Bolonya, on va entrar a l'estudi de Gaetano i Ubaldo Gandolfi.
Entre 1780 i 1786 va col·laborar a diversos estudis de Roma sota les ordres de Pompeo Batoni i Angelica Kauffmann, al costat d'altres aprenents com Anton Raphael Mengs. Després va tornar al nord per treballar a Faenza, on va treballar amb Serafino Barozzi, i amb Giovanni Battista Ballanti.
De nou a Roma i va trobar treball en la decoració del Palau Altieri, entre 1789 i 1793. Mentre realitzava aquests treballs, va aprofitar per visitar les ruïnes de Pompeia i Herculà.
El 1794, a Faenza, es va veure involucrat en una sèrie prolífica de projectes, incloent la decoració al fresc dels palaus de Lardechi, Naldi i Milzetti. Aquest últim és considerat la seva obra mestra.
A Bolonya, va decorar els palaus Aldini, Marescalchi, Lambertini Ranuzzi, i Baciocchi. A Roma, va treballar al palau de l'Ambaixada d'Espanya, el Palazzo del Quirinale. També va treballar a Forli, Ferrara, Ravenna i Venècia.
Es va fer amic dels líders napoleònics, i va viatjar a París, on va pintar els frescos de la vila de la Secretaria d'Estat del Regne napoleònic d'Itàlia.
El 1784, va guanyar el segon premi en el Concurs de Pintura de l'Acadèmia de Parma amb un Sansó i Dalila. El 1811, es va unir a l'Accademia di San Luca i el 1819, a la Congregació dels Virtuosos del Panteó.
Va morir després de caure del seu cavall a Roma el 1823, i es troba enterrat a l'església de Sant'Andrea delle Fratte.